# Szojuz TMA–01M
A Szojuz TMA–01M a Szojuz TMA–M orosz háromszemélyes űrhajó űrrepülése volt 2010-ben és 2011-ben. Az 58. emberes repülés a Nemzetközi Űrállomásra (ISS).

## Küldetés
Hosszú távú cserelegénységet, a 25. expedíció 3 tagját szállította az ISS fedélzetére. A TMA-01M volt a 107. repülés, amit Szojuz űrhajóval hajtottak végre, a TMA-M sorozat első embert szállító tagja. A tudományos és kísérleti feladatokon túl az űrhajók cseréje volt szükségszerű.

## Jellemzői
2010. október 7-én a Bajkonuri űrrepülőtér indítóállomásról egy Szojuz–FG juttatta Föld körüli, közeli körpályára. Több pályamódosítást követően  október 10-én a Nemzetközi Űrállomást (ISS) automatikus vezérléssel megközelítette, majd sikeresen dokkolt. Az orbitális egység pályája 88,8 perces, 51,63 fokos hajlásszögű, elliptikus pálya-perigeuma 200 kilométer, apogeuma 259 kilométer volt.
Az időszakos karbantartó munkálatok mellett elvégezték az előírt kutatási, kísérleti és tudományos feladatokat. Fogadták a Progressz teherűrhajókat (M–05M, M–07M, M–08M, M–09M), kirámolták a szállítmányokat, illetve bepakolták a keletkezett hulladékot.
2011. március 16-án Arkalik (oroszul: Арқалық) városától hagyományos visszatéréssel, a tervezett leszállási körzettől mintegy 86 kilométerre ért Földet. A 6 fékezőrakéta hatására a leszálló sebesség 6-7 méter/másodpercről lassult 1,5 méter másodpercre. Szörnyű időjárási körülmények köszöntötték őket, mély hó és fagyos szelek. Összesen 159 napot, 8 órát, 43 percet és 10 másodpercet töltött a világűrben. 2508 alkalommal kerülte meg a Földet.

## Személyzet

### Felszállásnál
- Alekszandr Jurjevics Kaleri parancsnok,  Oroszország
- Scott Joseph Kelly (3), fedélzeti mérnök/ISS parancsnok,  Egyesült Államok
- Oleg Ivanovics Szkripocska (1), fedélzeti mérnök,  Oroszország

### Leszálláskor
- Alekszandr Jurjevics Kaleri parancsnok,  Oroszország
- Oleg Ivanovics Szkripocska fedélzeti mérnök,  Oroszország
- Scott Joseph Kelly fedélzeti mérnök,  Egyesült Államok

## Tartalék személyzet
- Szergej Alekszandrovics Volkov (1), parancsnok,  Oroszország
- Oleg Dmitrijevics Kononyenko (1), fedélzeti mérnök,  Oroszország
- Ronald John Garan (2), fedélzeti mérnök,  Egyesült Államok

## Külső hivatkozások
- Szojuz TMA–01M. kursknet.ru. [2015. október 5-i dátummal az eredetiből archiválva]. (Hozzáférés: 2013. augusztus 10.)
- Szojuz TMA–01M. spacefacts.de. (Hozzáférés: 2013. augusztus 19.)
- Szojuz TMA–01M. lib.cas.cz. [2013. október 13-i dátummal az eredetiből archiválva]. (Hozzáférés: 2013. augusztus 19.)
- Szojuz TMA–01M. nasaspaceflight.com. (Hozzáférés: 2013. augusztus 19.)
- Szojuz TMA–01M. sg.hu. (Hozzáférés: 2013. augusztus 19.)